# Emil Pollert

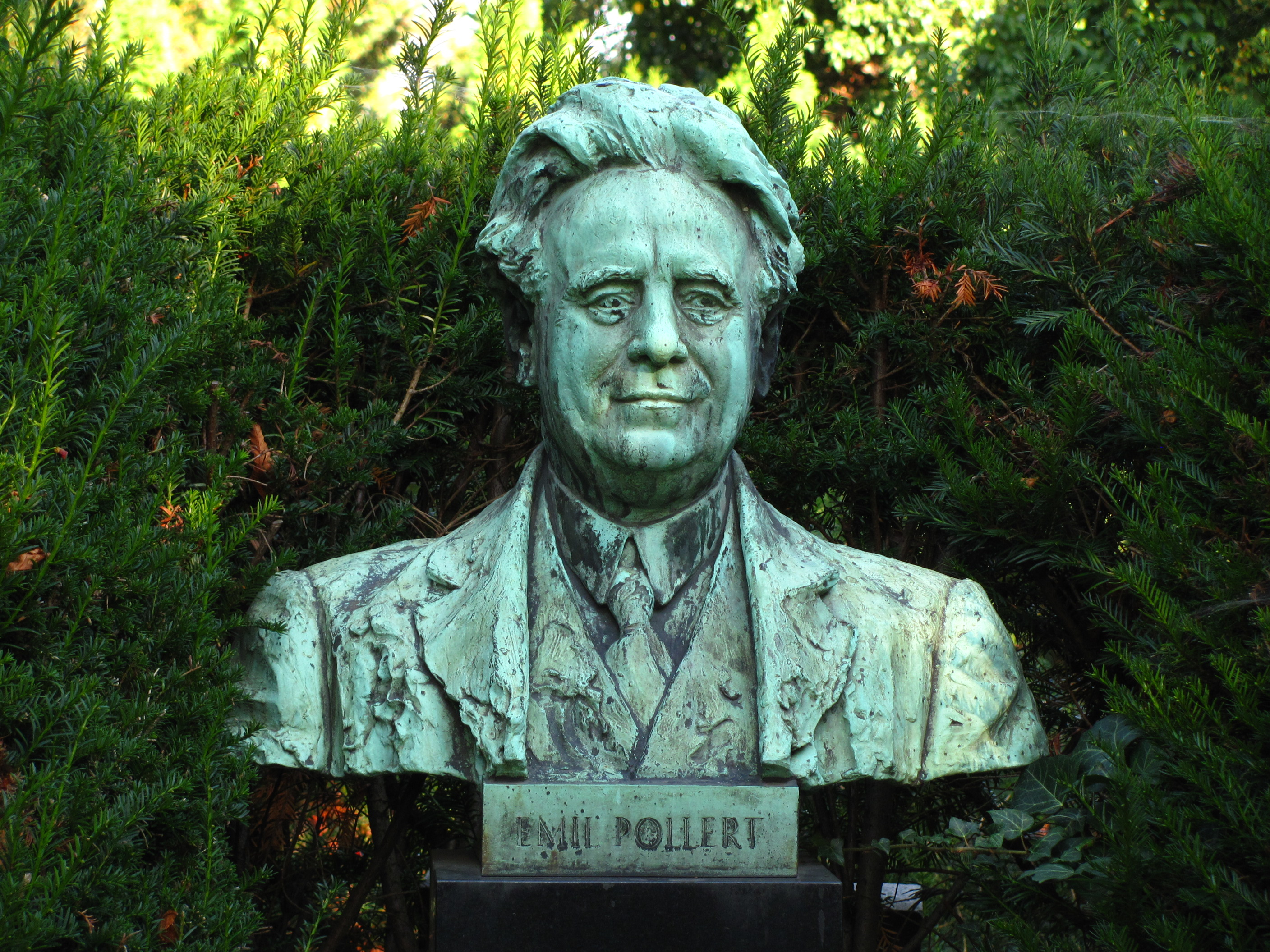
Detail hrobu na Vinohradském hřbitově v Praze

Emil Pollert, vlastním jménem Emil Popper (20. ledna 1877 Liblice u Mělníka – 23. října 1935 Praha) byl český operní pěvec a herec; v Národním divadle byl ve své době hlavním představitelem basových rolí.

## Život
Po otcově vzoru měl být obchodníkem, kterým se začal učit v Praze. Tam jeho bratr odhalil jeho talent a začal financovat jeho hodiny zpěvu u Františka Pivody a Moritze Wallersteina. Jeho studia netrvala dlouho, přerušilo je jeho roční angažmá v Olomouci v sezóně 1898–1899. Po něm na doporučení Karla Buriana a Ludvíka Vítězslava Čelanského předzpíval novému řediteli opery Národního divadla Karlu Kovařovicovi a byl okamžitě přijat.
Debutoval činoherní rolí v představení Byl jednou jeden král. První vystoupení v opeře absolvoval jako Biterolf v Tannhäuseru Richarda Wagnera 4. srpna 1900, a to s úspěchem zaznamenaným kritikem časopisu Dalibor. Dne 21. září 1900 poprvé vystoupil ve Smetanově opeře (v roli Matouše v Hubičce) – ty se staly jeho doménou. Velkého úspěchu se dočkal i při záskoku za nemocného kolegu ve Figarově svatbě, zpíval Vodníka v Rusalce. Postupně získával renomé interpreta komických rolí, což kritika původně nepředpokládala. I proto až 20. prosince 1903 poprvé zpíval Kecala v Prodané nevěstě.
Po odchodu tehdejšího prvního basisty Národního divadla Václava Klimenta v roce 1918 převzal jeho místo. Na první scéně vystoupil celkem ve 221 úlohách ve více než 5000 představení.
Kromě operních rolí hrál také často v činohře, což považoval za zdokonalování svého hereckého umění, které nehodnotil příliš vysoko; při tom především spolupracoval s Jindřichem Mošnou. Vystoupil několikrát i v baletních představeních a hrál mistra Tutu v operetě Mikádo. V opeře působil také jako režisér (celkem 12 oper, např. Martinů: Nevěsta mesinská, Zich: Malířský nápad, Verdi: Falstaff, Puccini: Turandot – první uvedení v Národním divadle), v této oblasti ale umělecky nevynikl a jen drobně obohatil předchozí tradici.
Založil a po tři období byl předsedou Klubu sólistů Národního divadla.
V letech 1920–1922 působil i jako ředitel Švandova divadla a divadla Arena v Praze na Smíchově.
Zemřel v Praze odpoledne před plánovaným vystoupením v roli Bonifáce v představení Smetanova Tajemství na srdeční slabost 23. října 1935 a je pohřben na Vinohradském hřbitově.

### Rodinný život
V roce 1909 se oženil s operní sboristkou Stanislavou Jelínkovou (1885–1959). Její sestrou byla herečka Ema Švandová.
Rok po svatbě se manželům narodil jediný syn Jaroslav (1910–1991), který působil jako stavební inženýr a klavírista. 21. října 1945 doprovázel na klavír účinkující (Eduard Haken, Hanuš Thein, Josef František Munclingr ad.) při dopoledním koncertu na památku svého otce v Národním divadle.

## Pěvecké dílo
Jeho hlas byl pádný a zrnitý, neobyčejně zvučný, mimořádného rozsahu (vyzpíval až barytonové g1), jeho barva postupně kultivovala do měkkého a sametového tónu. Ten i jeho herecká poloha a osobní charakter vůbec ho předurčily pro komické role. Hrál realisticky, někdy se sklony k naturalismu, jeho komika je nejčastěji charakterizována jako lidská.
Těžiště jeho díla spočívalo v rolích českého, zvláště smetanovského repertoáru. Kecala v Prodané nevěstě zpíval 357krát (také ve Varšavě, Bukurešti, Vídni a na mnoha místech Čech). Postavu vypracoval do detailu nejen pěvecky, ale i herecky, se zvláštním důrazem na gestiku, mimiku a postavení těla (mírný předklon se vztyčenou hlavou, v rukách za zády deštník). Jednotlivé scény budoval v kontrastu vážnosti Kecalovy povahy a komických situací, jimiž procházel. Kritika ocenila jak jeho „pádnější komiku“, tak přesný pěvecký výkon.
Pollert zpíval Kecala i při jubilejních uvedeních opery Prodaná nevěsta v Národním divadle (při pětistém uvedení s Emou Destinnovou jako Mařenkou, při šestistém, osmistém, devítistém i tisícím uvedení). Jeho umění v této roli je zaznamenáno na audionahrávce opery z roku 1933 (dirigent Otakar Ostrčil, Jeník: Vladimír Tomš, Mařenka: Ada Nordenová). Dochovaly se i dvě filmové verze opery, němá z roku 1913 (režie Max Urban) a zvuková (filmová režie Svatopluk Innemann, divadelní Jaroslav Kvapil) z roku 1933, ve skutečnosti pouze dokumentární záznam divadelní inscenace.
Kromě Kecala vypracoval k dokonalosti ještě postavu Mumlala ve Dvou vdovách a Bonifáce v Tajemství; celkem nastudoval jedenáct rolí v osmi Smetanových operách (včetně postavy Beneše v Daliboru, kterého ale nikdy nezpíval na scéně Národního divadla).
Při obsáhlém repertoáru vynikl i v mnoha dalších rolích, např. jako Vodník v Rusalce či Marbuel v Čertovi a Káče Antonína Dvořáka či Purkrabí Kaliban v Bouři Zdeňka Fibicha.
Z rolí nečeského repertoáru vynikl především jako baron Ochs v Růžovém kavalíru Richarda Strausse (zpíval ho v české premiéře opery 4. března 1911), dále jako Beckmesser (Richard Wagner: Mistři pěvci norimberští), Bartolo (Gioacchino Rossini: Lazebník sevillský) nebo van Brett (Albert Lortzing: Car a tesař); v pozadí za těmito úspěchy zůstávají jeho výkony v Mozartových operách. Zpíval i v dílech ze současnosti (v Bergově Vojcku či Brandovu Strojníku Hopkinsovi).

### Jiné
Zejména zásluhou Emila Pollerta byla v roce 1913 založena Letní scéna Národního divadla v Šárce.

## Ocenění
- V roce 1928 byl vyznamenán státní cenou za nepřetržité vynikající působení v Národním divadle a za vytvoření tradice v reprodukci operních postav.
- V témže roce se stal čestným občanem Liblic.[11]
- V pražském Národním divadle je umístěna jeho busta sochaře Karla Dvořáka.
- Dne 16. září 2014 byla na domě ve Špálově ulici, v němž E. Pollert bydlel, odhalena jeho bronzová busta, dílo akademického sochaře Jana Bartoše.